# Ličartovce (stacja kolejowa)
Ličartovce – stacja kolejowa znajdująca się we wsi Ličartovce w Powiecie preszów w kraju preszowskim na Słowacji.